# Городец (Шарковщинский район)
Городец (бел. Гарадзе́ц; с 1969 до 1994 — Дивное (бел. Дзіўнае)) — деревня в Шарковщинском районе Витебской области Республики Беларусь. В составе Лужковского сельсовета.

## География
Деревня расположен в 33 км к востоку от Шарковщины и в 180 км на запад от Витебска.
Пролегает дорога Н-3002.
Ближайшие населённые пункты Кушлево, Лужки и др.

### Гидрография
Река Мнюта.

## Этимология
В 1969 году деревня Городец переименована в Дивное, в 1994 году деревне возвращено традиционное историческое название — Городец.

## История
Данные раскопок позволяют утверждать, что в VІІІ—IX вв. на берегу р. Мнюта находилось укрепленное поселение полоцких кривичей, расцвет которого приходится на Х — первую половину ХІ вв. Доказательств существования города в ХІІ—ХІІІ вв. не обнаружено. В ХV—ХVІІІ вв. здесь находилась усадьба феодала.
В 1921—1939 годах имение в составе гмины Лужки Дисненского уезда Виленского воеводства Польской Республики.

## Население

### Численность
- 2009 год — 416 жителей

### Динамика
- 1921 год — 207 жителей, 31 дворов[3]
- 1931 год — 215 жителей, 12 дворов[4]
- 1999 год — 556 жителей (перепись населения)
- 2009 год — 416 жителей (перепись населения)[5]

## Культура
- Городецкий музей искусства и этнографии (до 1994 года Дивновский музей искусства и этнографии)[6][7] — филиал Германовичского музея культуры и быта. Открыт 21 ноября 1982 года в здании бывшего храма XIX века.

## Достопримечательность
- Городище. Расположено около деревни, на высоком берегу р. Мнюта.
- Комплекс бывшей усадьбы Зиберг-Плятера: дворец, часовня, хозяйственные постройки, въездные ворота, парк (XVIII—XIX вв.)[8] —  Историко-культурная ценность Республики Беларусь, шифр 212Г000836. Памятник дворцово-парковой архитектуры.
  - Братская могила (1941—1944), ул. Заречная, в центре, сквере около дворца —  Историко-культурная ценность Республики Беларусь, шифр 213Д000837. В 1957 году на могиле установлена стела, 2 обелиска, рядом с пушкой.
  - Пушка, ул. Заречная, в сквере около дворца —  Историко-культурная ценность Республики Беларусь, шифр 213Д000939.

- Придорожная часовня (конец XVIII в.).

## Галерея

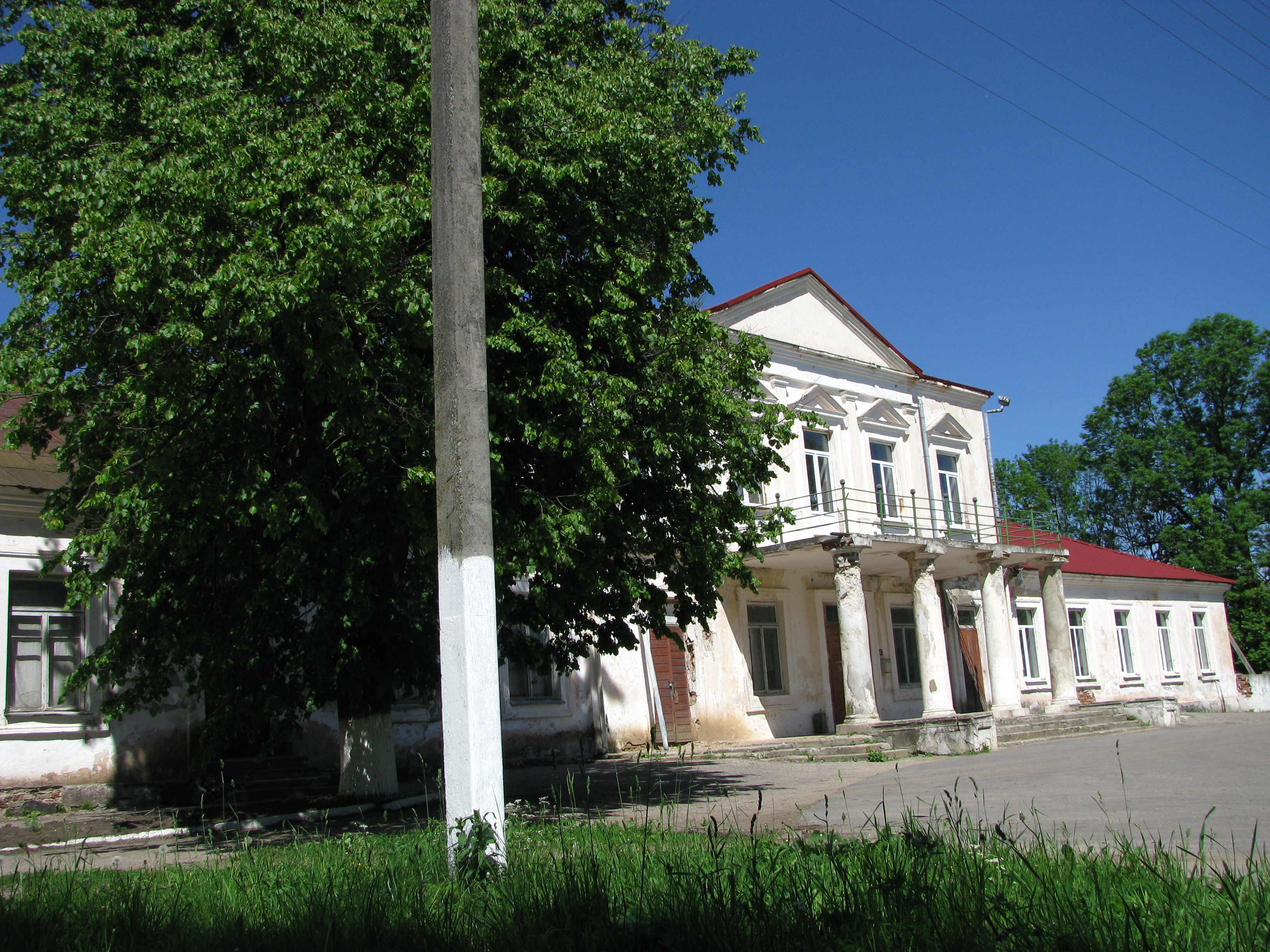
Усадьба
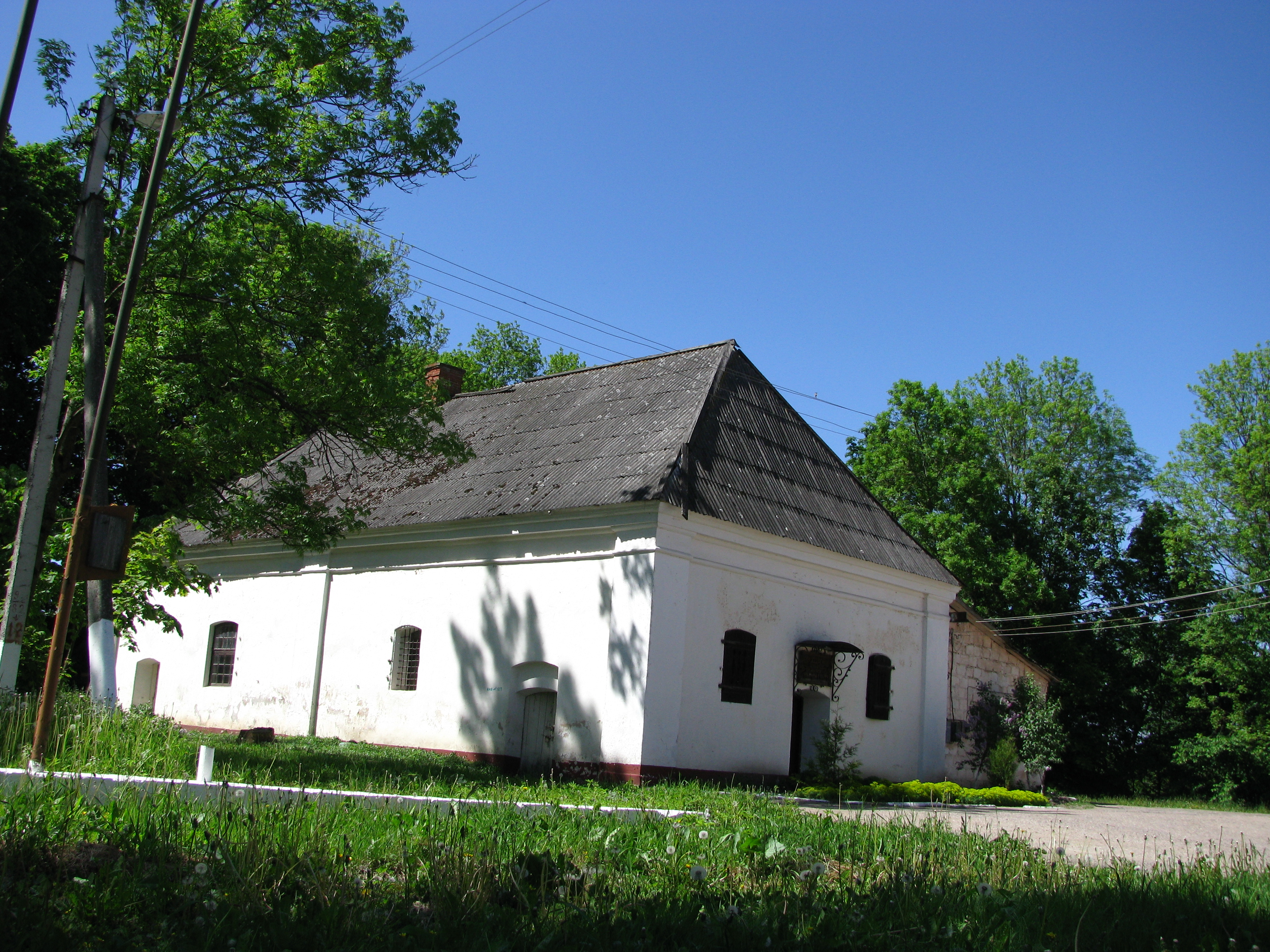
Усадьба: Часовня
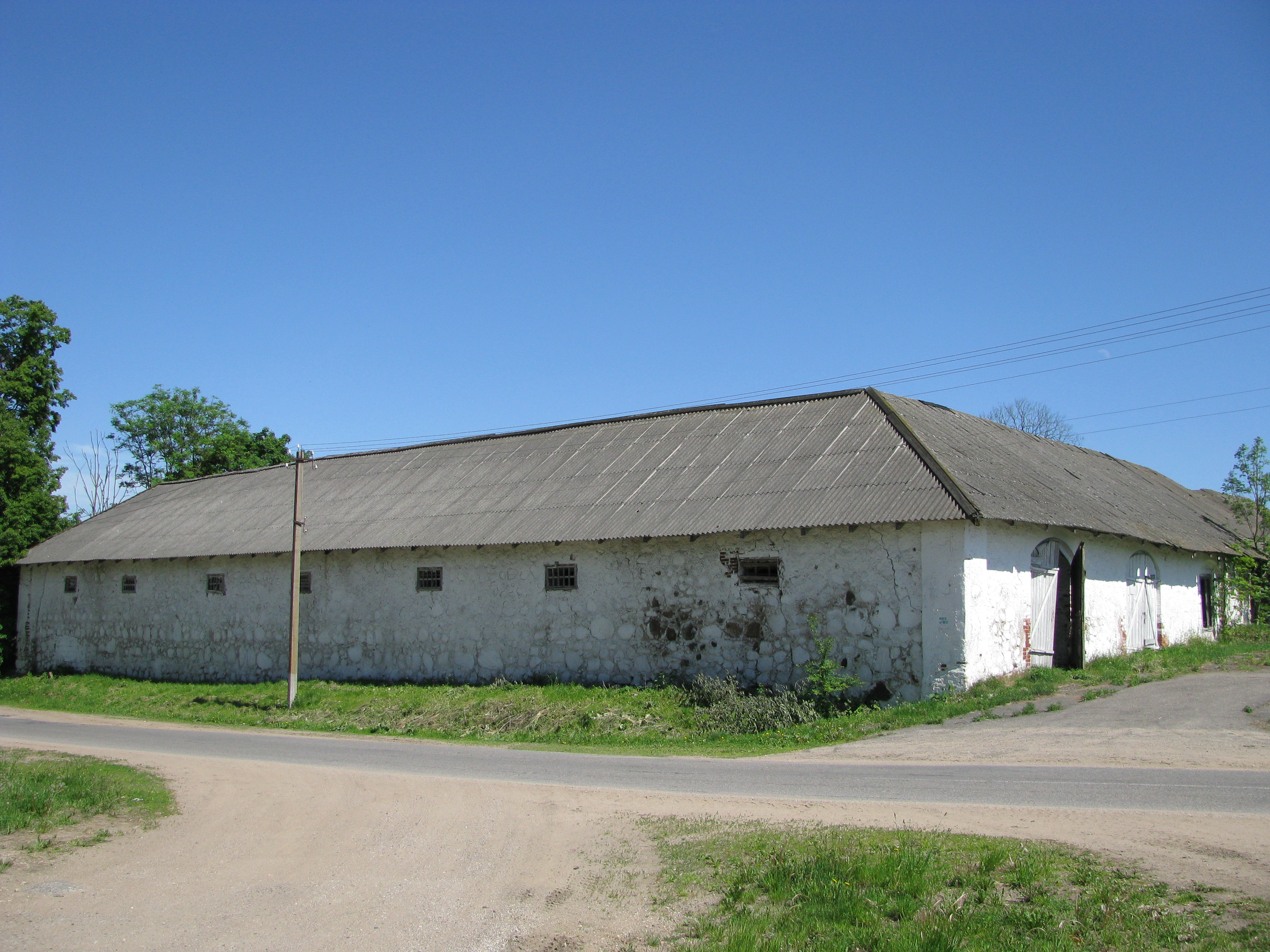
Усадьба: Хозяйственные постройки
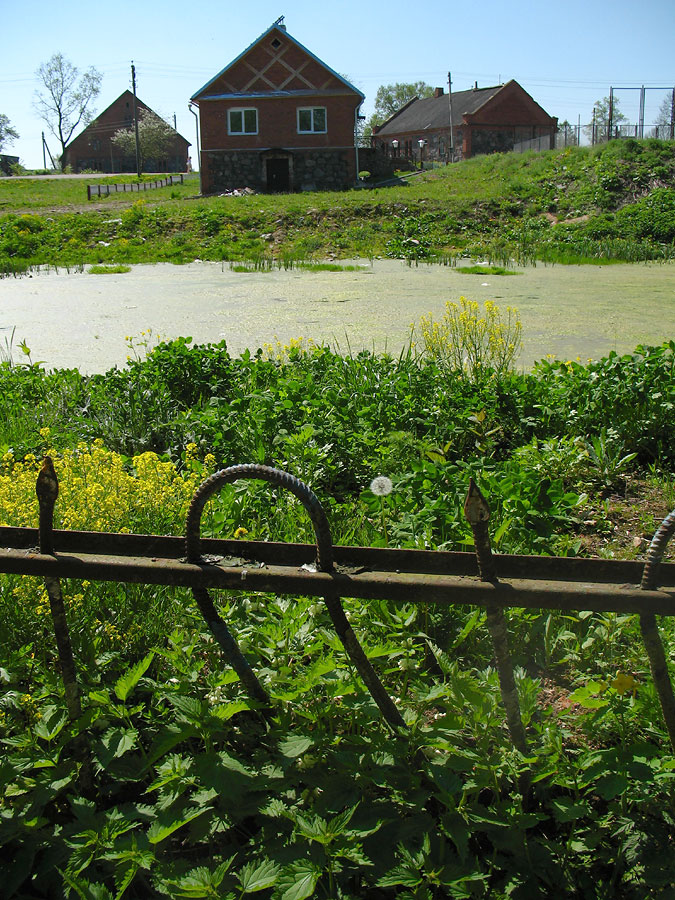
Панорама
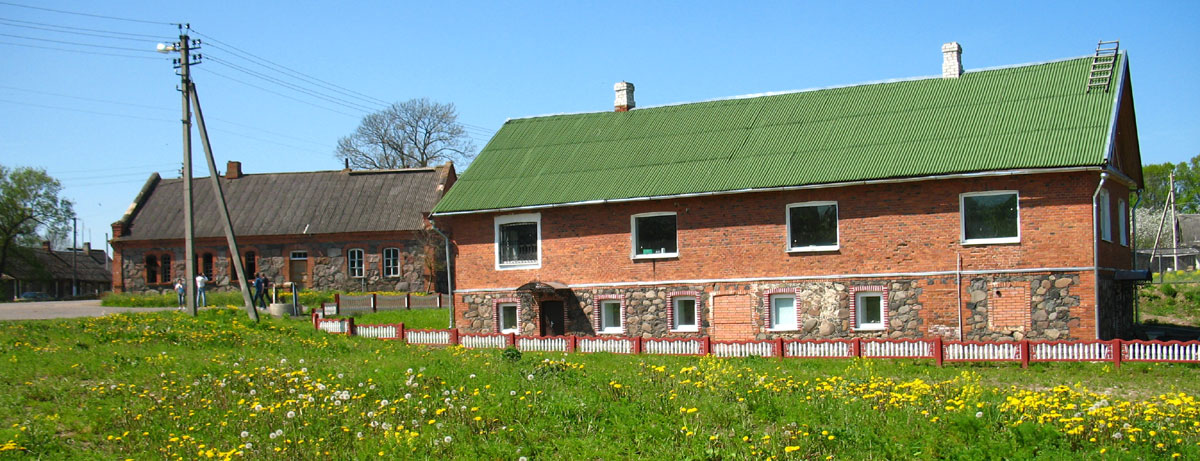
Панорама